# Flash Veendam
Flash Veendam is een volleybalvereniging uit Veendam. Het eerste damesteam, Nedmag/Flash Veendam komt uit in de nationale tweede divisie, net als het eerste herenteam.